# Грапа (напитка)
Вижте пояснителната страница за други значения на Грапа.
Грапата (на италиански: Grappa) е италиански дестилат, произведен от остатъчната каша на винопроизводството. В това отношение е близка до българската ракия.
В миналото производството на грапа е било метод да се извлече още малко алкохол от гроздето. Резултатът често е бил напитка с лошо качество, с високо съдържание на оцетна киселина и без ароматни качества. Чак през двадесети век италианската напитка придобива благороден вид, бидейки направена от прясна гроздова каша с високо качество и отлежала в бъчви.
Грапата е със защитено наименование в Европейския съюз. За да се нарече продуктът грапа, трябва да са изпълнени следните критерии:
- Да е произведена в Италия или в италианската част на Швейцария, или в Сан Марино.
- Да е произведена само от кюспе – люспи грозде, чепки и семки.
- Ферментацията и дестилацията трябва да се правят само от кюспе – без добавена вода

Изключва се направата от чист гроздов сок. Поради това дестилацията се извършва на водна баня, за да не загори кюспето.